# Пельтигеровые (семейство)
Пельтигеровые (лат. Peltigeraceae)  — семейство лихенизированных грибов порядка Пельтигеровые.

## Описание
Слоевище листоватое, крупнолопастное, гетеромерное, зеленоватое, серое или коричневое в сухом состоянии и зелёное до голубовато-серого и коричневого цвета во влажном. Верхняя поверхность слоевища гладкая или войлочная, нижняя обычно пушисто-войлочная, нередко с разветвлённой сетью жилок и хорошо заметными пучками ризоидальных тяжей или ризин. Цефалодии иногда присутствуют, поверхностные или покружённые. Апотеции развиваются на концах лопастей с верхней и нижней стороны слоевища или бывают погружёнными в небольшие ямчатые углубления в центральной части слоевища. Характерно, что в начале своего развития апотеции обычно покрыты тоненьким покрывальцем, образованным коровым слоем слоевища, позднее покрывальце растрескивается и обнажает коричневый диск. Сумки цилиндрические или булавовидные. Споры бесцветные или светло-коричневые, эллипсоидные или игловидные, с одной или несколькими поперечными перегородками. Конидиомы, если присутствуют, то в виде пикнид.
Фотобионт — одноклеточные зелёные водоросли рода Coccomyxa или цианобактерии рода Nostoc.

### Химический состав
Химический состав многообразен.

## Среда обитания и распространение
Произрастают обычно на почве, реже развиваются на коре деревьев или поверхности скал.

## Роды
Согласно базе данных Catalogue of Life на февраль 2023 года семейство включает следующие роды:
- Cyanisticta Gyeln., 1931
- Dendriscocaulon Nyl., 1885 — Дендрискокаулон
- Peltigera Willd., 1787 — Пельтигера
- Solorina Ach., 1808 — Солорина